# Habronattus zapotecanus
Habronattus zapotecanus là một loài nhện trong họ Salticidae.
Loài này thuộc chi Habronattus. Habronattus zapotecanus được Griswold miêu tả năm 1987.